# Kvaň
Kvaň je vesnice, část obce Zaječov v okrese Beroun ve Středočeském kraji. Na jihu sousedí s VVP Brdy (Jince) a na východě s obcí Malá Víska.

## Název
Jeden z výkladů jména vesnice souvisí s těžbou železných rud v okolí a jejím zpracováním, tavením a kováním.

## Historie
První písemná zmínka o vesnici pochází z roku 1591.
V obci Kvaň (632 obyvatel) byly v roce 1932 evidovány tyto živnosti a obchody: 3 hostince, kolář, kovář, obuvník, porodní asistentka, 2 trafiky.

## Obyvatelstvo
| Rok            | 1869 | 1880 | 1890 | 1900 | 1910 | 1921 | 1930 | 1950  | 1961 | 1970 | 1980 | 1991 | 2001 | 2011 | 2021 |
| -------------- | ---- | ---- | ---- | ---- | ---- | ---- | ---- | ----- | ---- | ---- | ---- | ---- | ---- | ---- | ---- |
| Počet obyvatel | 855  | 775  | 710  | 704  | 708  | 678  | 635  | 1 576 | 613  | 567  | 434  | 437  | 402  | 414  | 451  |
| Počet domů     | 91   | 97   | 93   | 91   | 96   | 99   | 120  | 139   | 139  | 138  | 124  | 156  | 165  | 168  | 188  |

## Obecní správa
Při sčítání lidu v letech 1850–1975 byla Kvaň samostatnou obcí, nejprve v okrese Hořovice, v letech 1900–1930 v okrese Rokycany, posléze v roce 1950 znovu v okrese Hořovice a od roku 1960 v okrese Beroun. Od 1. ledna 1976 je částí obce Zaječov v okrese Beroun.

## Další fotografie

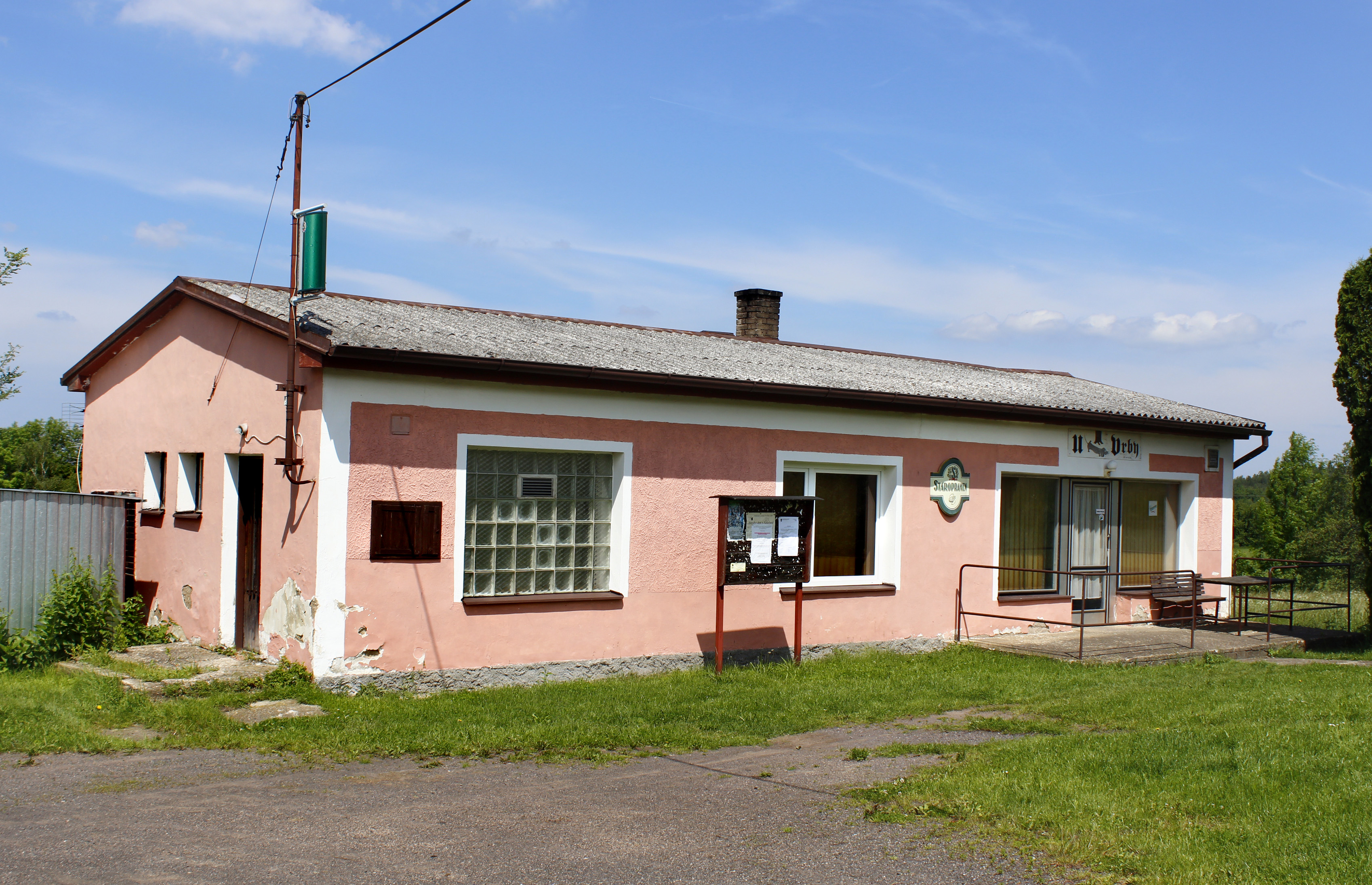
Pohostinství U Vrby
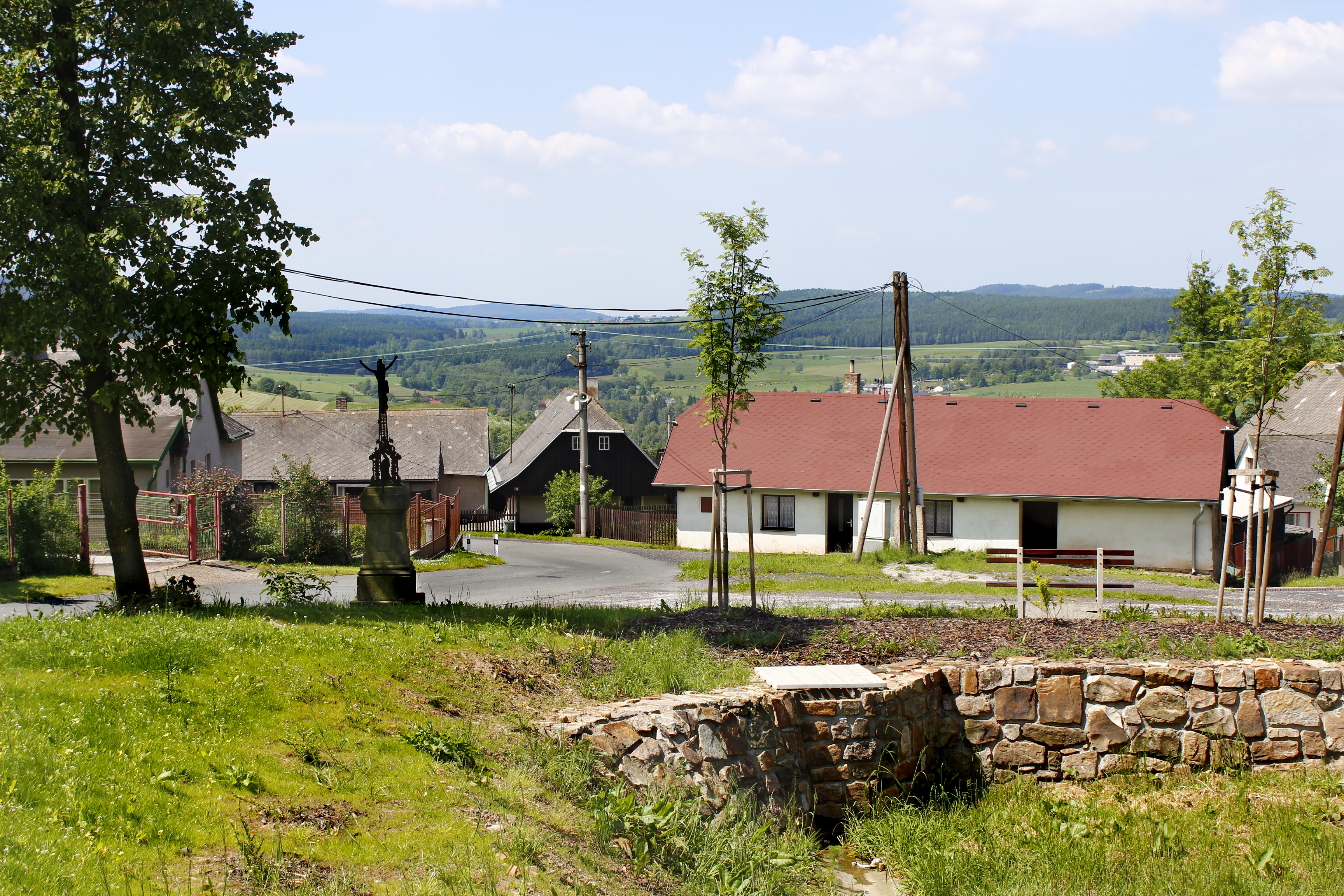
Náves na Kvani (vedle rybníčku stávala zvonička)
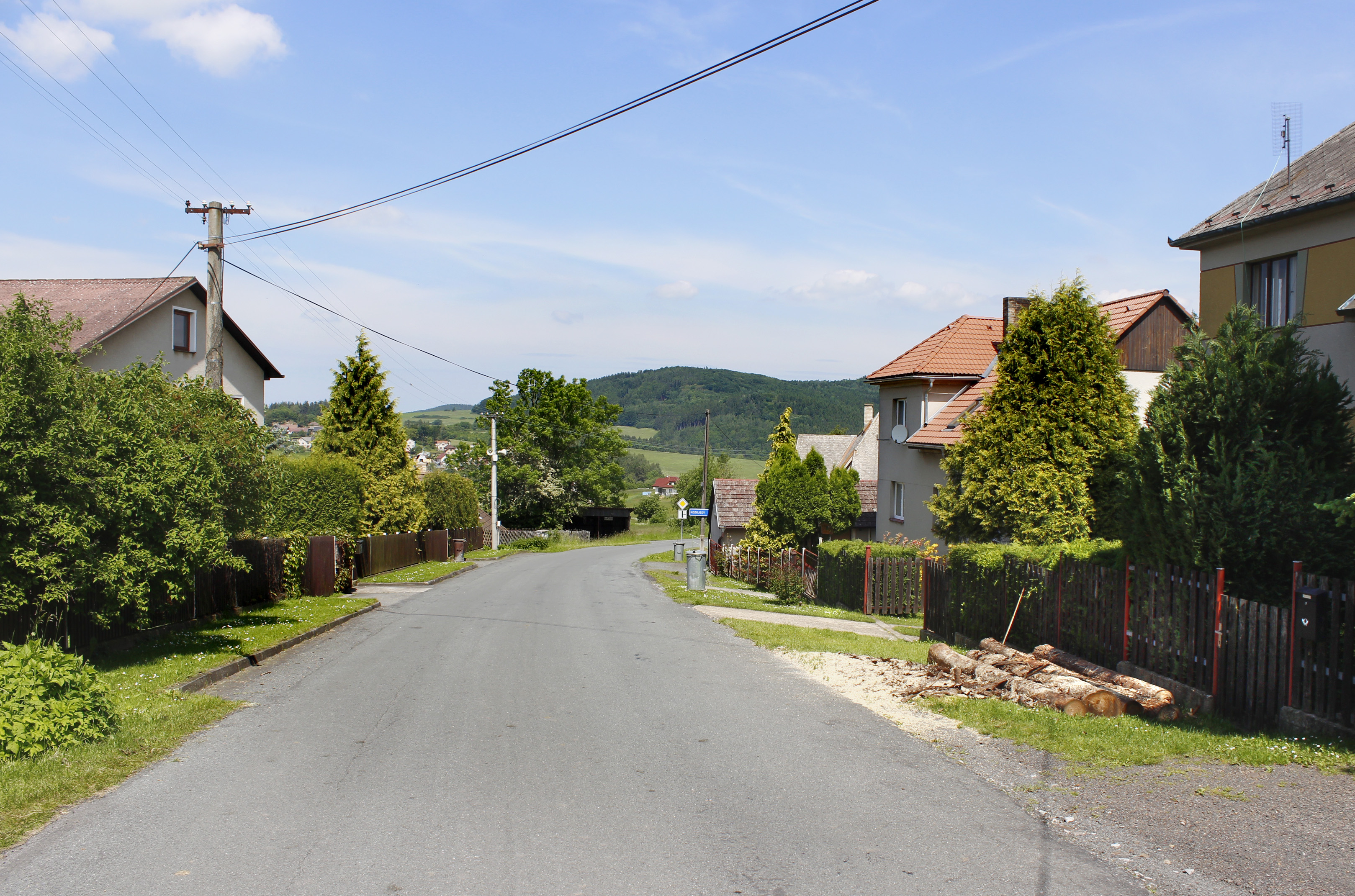
Dolní (západní) část vesnice